# Rue des Fillettes (Paris)
Pour les articles homonymes, voir Rue des Fillettes.
La rue des Fillettes est une voie du 18e arrondissement de Paris, en France.

## Situation et accès
La rue des Fillettes est une voie publique située dans le 18e arrondissement de Paris. Elle débute au 4, rue Boucry, longe le square Paul-Robin et se termine rue Tristan-Tzara.

## Origine du nom

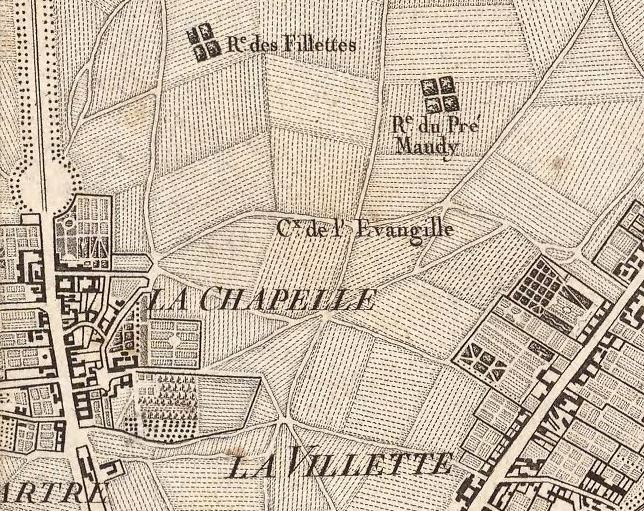
Chasses du Roi, remise des Fillettes.

Cette voie porte le nom d'un lieu-dit.
Une remise des Fillettes figure sur la carte des Chasses du Roi, œuvre de l'ingénieur-géographe et architecte Jean-Baptiste Berthier, et levée  de 1764 à 1773 puis de 1801 à 1807.

## Historique

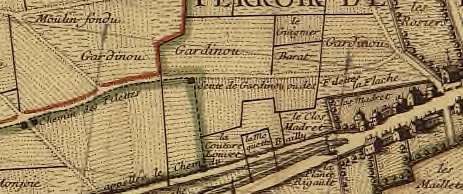
Chemin des Fillettes en 1707, sur le plan de Loriot et Inselin (Gallica BNF).

En 1648, existait la « sente de Gardinou », renommée en 1704 « chemin des Fillettes » qui, passant par le carrefour devenu place Hébert, se dirigeait vers ce quartier d'Aubervilliers, puis, sur le plan de Roussel, on la trouve sous le nom de « chemin de Saint-Denis » avant de la retrouver sous le nom d'« ancien chemin des Fillettes » sur le plan de cadastre de 1814.
Elle prolonge la rue des Fillettes qui sépare selon un axe sud-nord les communes de Saint-Denis et d'Aubervilliers de leurs limites méridionales jusqu'à la rue du Landy.
Elle donne son nom au projet de la Gare des Mines - Fillettes, un quartier intercommunal entre Plaine Commune et Paris,.